# Paul Milliet (auteur)
Pour les articles homonymes, voir Paul Milliet.
Paul Milliet, né à Niterói (État de Rio de Janeiro) le 14 février 1848 et mort dans le 16e arrondissement de Paris le 21 novembre 1924, est un librettiste et dramaturge français.

## Biographie
Il est surtout connu pour les livrets de Hérodiade et de Werther de Jules Massenet. Le compositeur grec Spyros Samaras, connu pour l'hymne olympique, composa entre 1903 et 1908, trois de ses opéras sur ses livrets.
Il est un temps le directeur de la revue Le Monde artiste (1906-1914).
Il vécut avec sa mère au niveau de l'actuel 38 rue Cortambert (16e arrondissement de Paris). Il reconstruisit sa maison à la suite du succès obtenu par l'Hérodiade de Jules Massenet (1881) dont Milliet avait fait le livret.

## Œuvres

### Opéra
- Hérodiade, opéra en 4 actes et 7 tableaux, avec Henri Grémont, musique de Jules Massenet, Bruxelles, La Monnaie, 19 décembre 1881
- Mathias Corvin, opéra comique en 1 acte, avec Jules Levallois, musique de Sándor Bertha (hu), Paris, Théâtre de l'Opéra-Comique, 1883
- Nadia, opéra-comique en 1 acte, musique de Jules Bordier, Paris, Opéra-Populaire, 25 mai 1887
- Kérim, drame lyrique en 3 actes, musique de Alfred Bruneau, Paris, Théâtre du Château d'Eau, 9 juin 1887
- Néron, pantomime en 3 actes, musique d'Édouard Lalo, Paris, Hippodrome au pont de l'Alma, 28 mars 1891[4].
- Werther, drame lyrique en 4 actes et 5 tableaux, d'après Johann Wolfgang von Goethe, avec Édouard Blau et Georges Hartmann, musique de Jules Massenet, Wiener Staatsoper, 16 février 1892
- Amy Robsart, opéra en 3 actes et 4 tableaux, en prose rythmée, d'après Walter Scott, avec Augustus Harris, musique de Isidore de Lara, Londres, Théâtre de Drury Lane, 1895
- André Chénier, drame historique en 4 tableaux, par Luigi Illica, version française de Paul Milliet, Milan, La Scala, 1896
- Cavalleria rusticana, drame lyrique en 2 actes, par Giovanni Targioni Tozzetti et Guido Menasci, version française de Paul Milliet, musique de Pietro Mascagni, 1898
- Le Duc de Ferrare, drame lyrique, musique de Georges Marty, Paris, Théâtre de la Renaissance, 30 mai 1899
- Martin et Martine, conte flamand en 3 actes, musique de Émile Trépard, Paris, Théâtre de la Renaissance, 6 février 1900
- Chopin, opéra en 4 actes composé par Giacomo Orefice sur des mélodies de Frédéric Chopin, poème de Angiolo Orvieto, version française de Paul Milliet, 1901
- Adriana Lecouvreur, comédie-drame de Eugène Scribe et Ernest Legouvé réduite en 4 actes par Arturo Colautti, version française de Paul Milliet, musique de Francesco Cilea, 1902
- Storia d’amore o La biondinetta, opéra, musique de Spyros Samaras, Milan, Teatro Lirico Internazionale, 1903
- Le Réveil du Bouddha, mystère lyrique en 3 épisodes, musique de Isidore de Lara, Gand, Théâtre Royal, 1er décembre 1904
- Mademoiselle de Belle-Isle, drame lyrique en 4 actes, musique de Spyros Samaras, Gênes, Teatro Politeama, Gênes, 1905[5].
- Rhea, drame musical en 3 parties, musique de Spyros Samaras, Florence, Teatro Giuseppe Verdi, 1908
- Sibéria, drame lyrique en 3 actes, par Luigi Illica, version française de Paul Milliet, Paris, Opéra Garnier, 9 juin 1911
- Le Cobzar, drame lyrique en 2 actes, avec Hélène Vacaresco, musique de Gabrielle Ferrari, Paris, Opéra Garnier, 30 mars 1912
- Le Château de la Bretèche, drame lyrique en 4 actes et 5 tableaux, d'après la nouvelle de Balzac, avec Jacques Dor, musique de Albert Dupuis, Nice, Opéra, 28 mars 1913
- La Vie brève, poème en 2 actes et 4 tableaux, par Carlos Fernández Shaw (en), version française de Paul Milliet, musique de Manuel de Falla, Nice, Casino municipal, 1er avril 1913
- Le Drapeau, conte patriotique en 2 actes, d'après la nouvelle de Jules Claretie, musique de Charles Pons, Paris, Théâtre de la Gaîté-Lyrique, 1913
- Forfaiture, comédie musicale en 5 épisodes, d'après le film de Hector Turnbill, avec André de Lorde, musique de Camille Erlanger, Paris, Théâtre de l'Opéra-Comique, 9 février 1921
- La Grand'mère, comédie lyrique en 2 actes, d'après Victor Hugo, musique de Charles Silver, Paris, Théâtre de l'Opéra-Comique, 7 octobre 1930

### Théâtre
- Le Roi de l'argent, drame en 5 actes, Paris, Théâtre de l'Ambigu, 13 novembre 1885
- Electra, pièce en 5 actes, par Benito Pérez Galdós, adaptation de Paul Milliet, Paris, Théâtre de la Porte-Saint-Martin, 20 mai 1904

### Varia
- Notes romantiques à propos de Marion Delorme, préface par Alfred de Musset, 1873
- De l'origine du théâtre à Paris, 1874
- Premières poésies : Avril. Le Livre d'heures de l'amour. De tout un peu, 1874
- Chants français, paroles et musique recueillies par Paul Milliet, sous la direction et avec une préface de Paul Déroulède, 1888